# Gădălin, Cluj

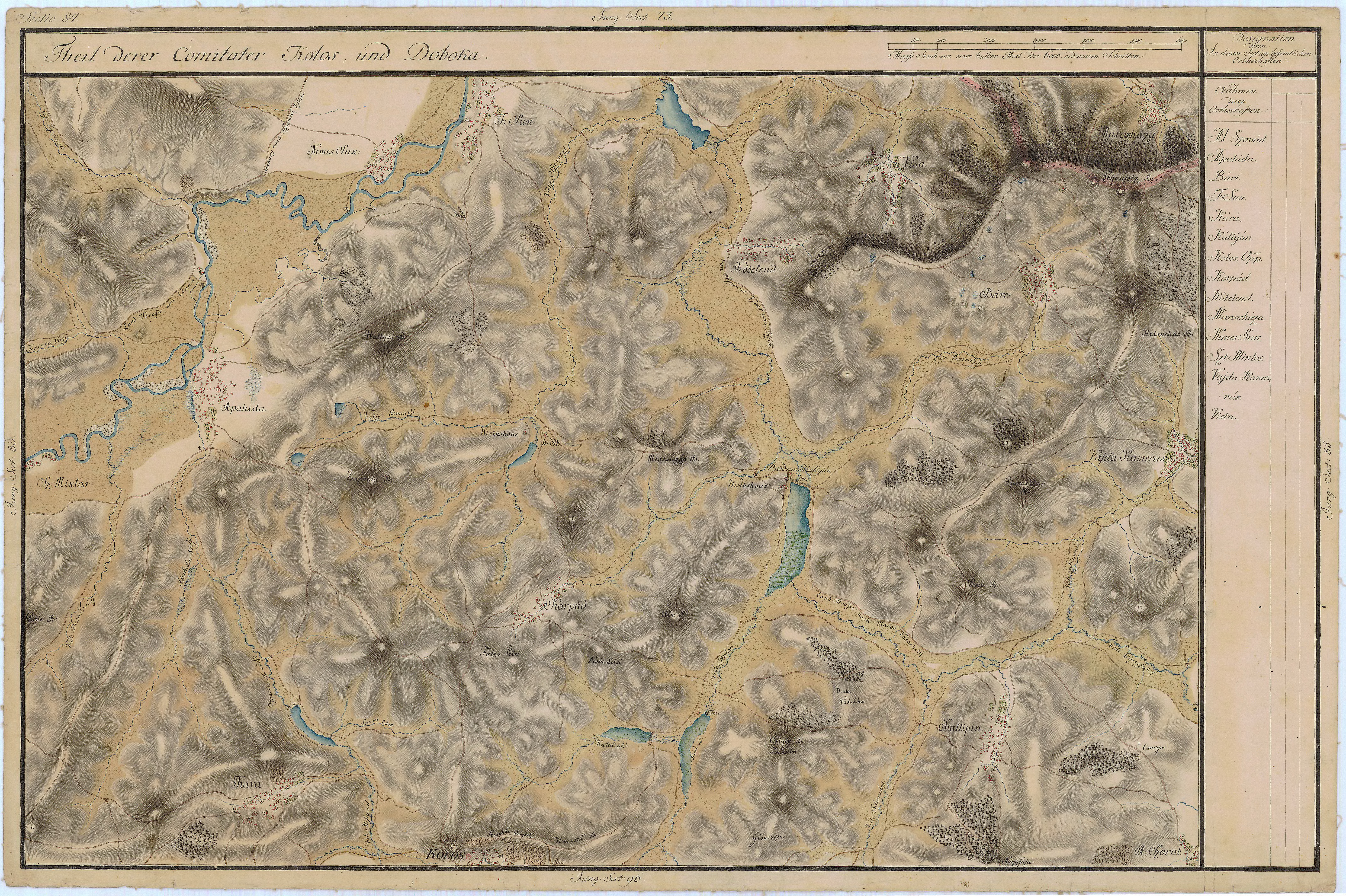
Gădălin pe Harta Iosefină a Transilvaniei, 1769-1773
(Sectio 084)

Gădălin (în maghiară Kötelend) este un sat în comuna Jucu din județul Cluj, Transilvania, România.
Pe Harta Iosefină a Transilvaniei din 1769-1773 (Sectio 084), localitatea apare sub numele de „Kötelend”.

## Istoric
Este atestat documentar din anul 1326. 
Din secolul al XV-lea sat românesc (numit Knesendorf), aparținând domeniului latifundiar al familiei nobiliare Suki.

## Date geologice
În perimetrul acestei localități s-a pus în evidență prezența unui masiv de sare gemă și a unor izvoare sărate (La Maratoare), saramura fiind întrebuințată din vechi timpuri de către localnici.
Actualmente mai există un izvor semi-amenajat sub formă de fântână de unde localnicii se aprovizionează cu apă sărată.

## Galerie de imagini

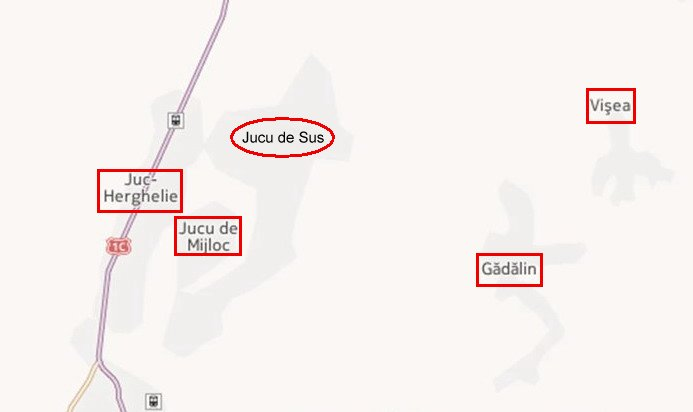
Comuna Jucu şi satele componente
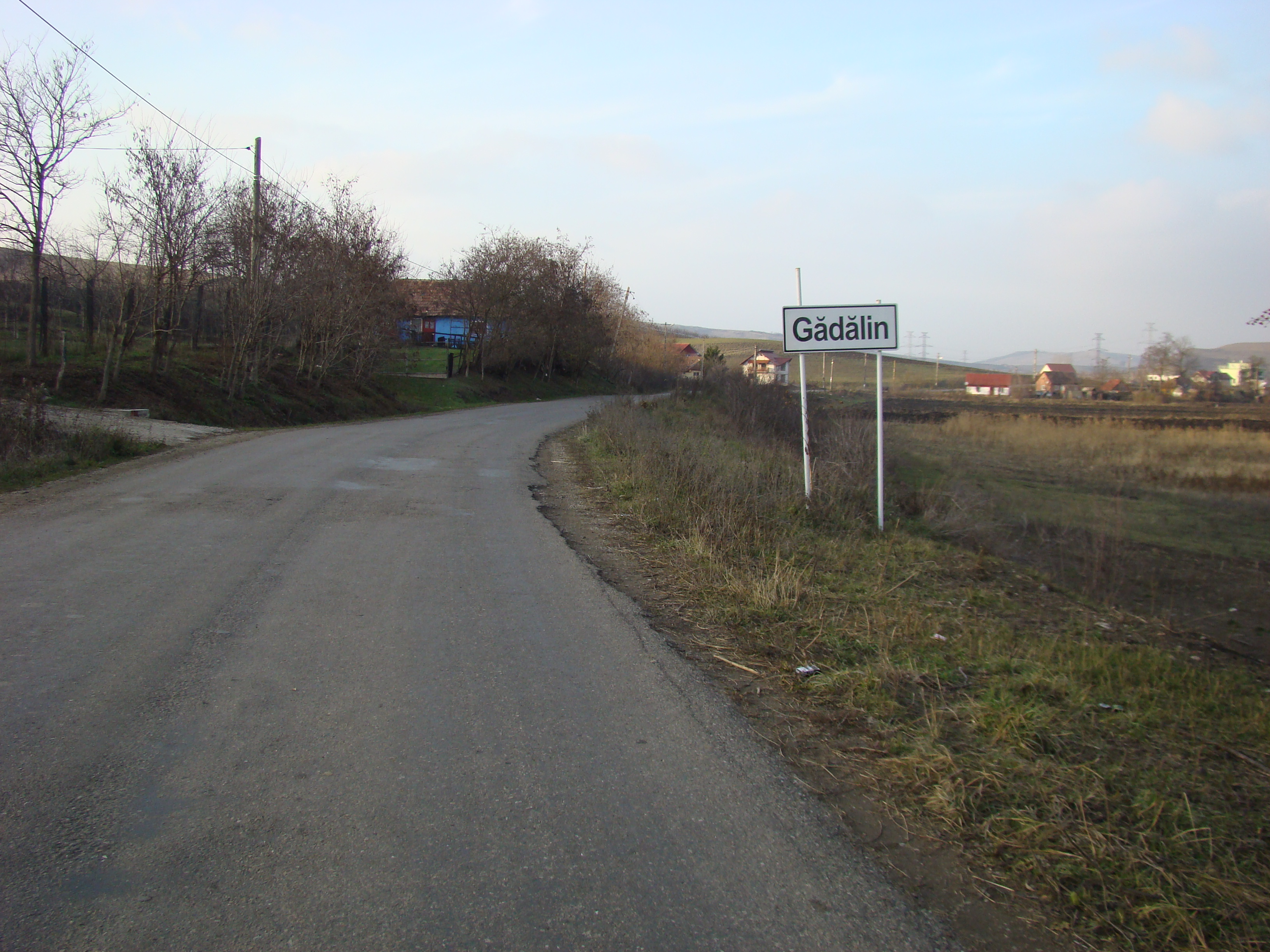
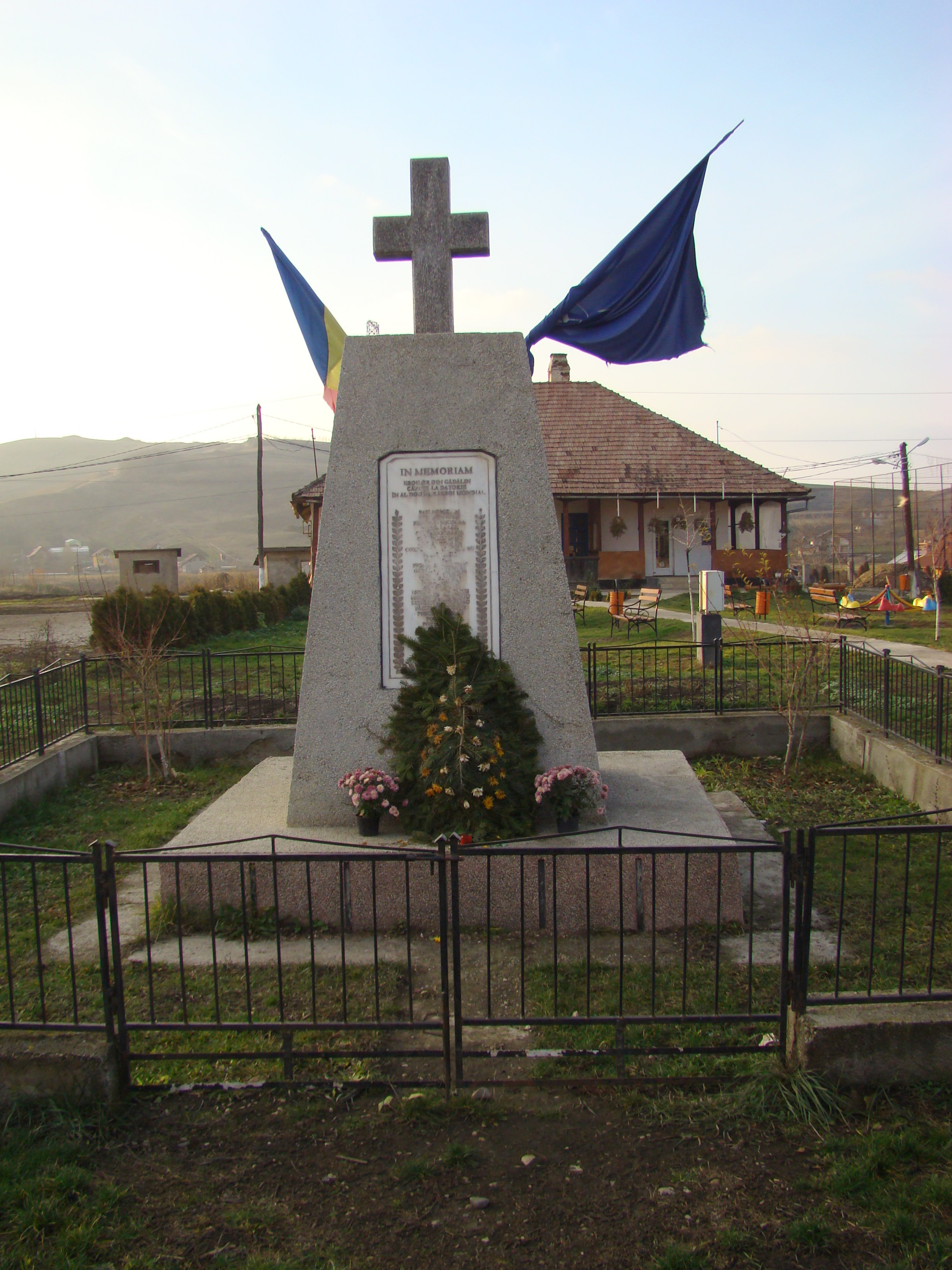
Monumentul eroilor
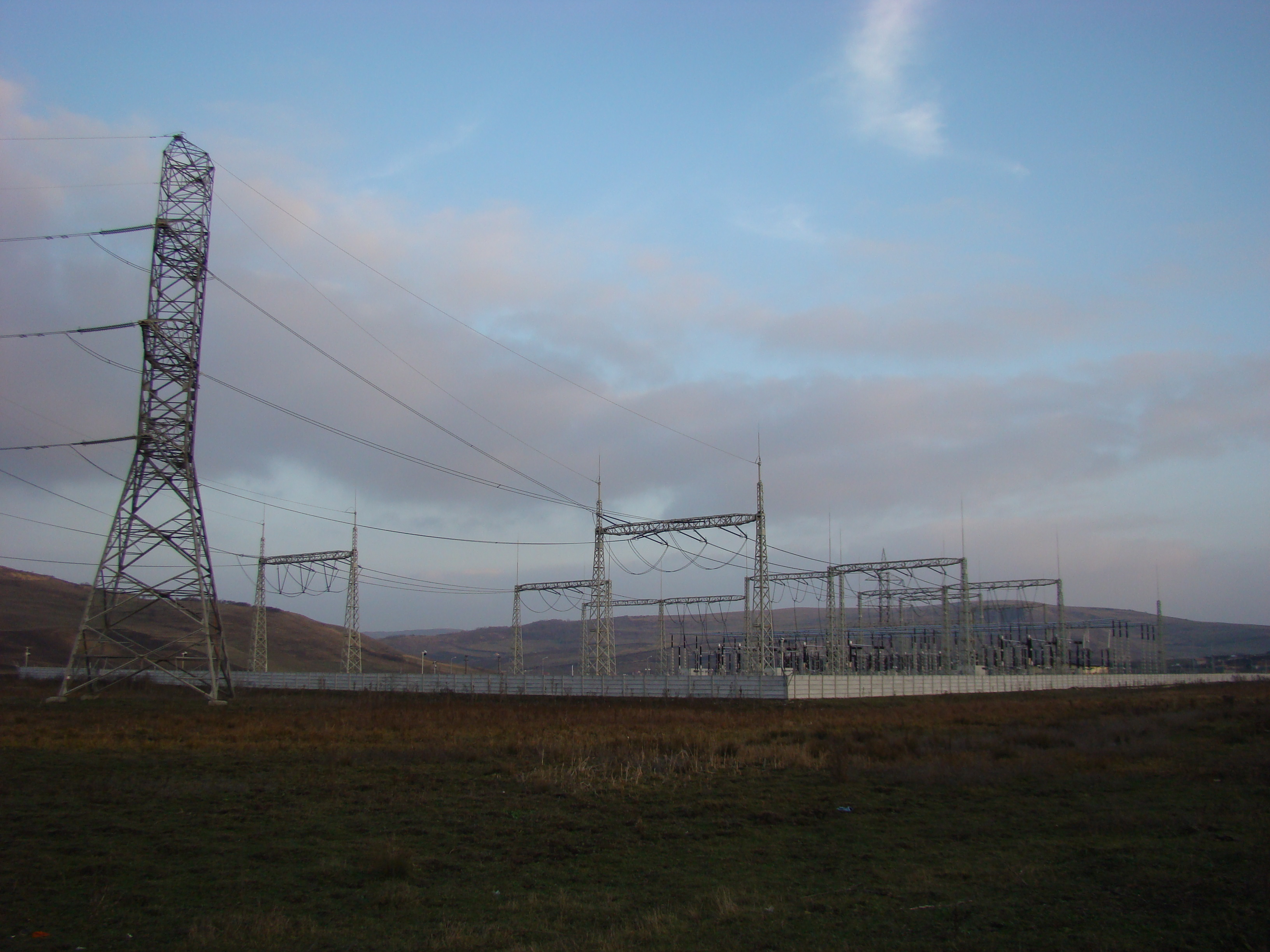
Stația Electrică 400kV Gădălin ce aparține C.N.T.E.E. Transelectrica S.A
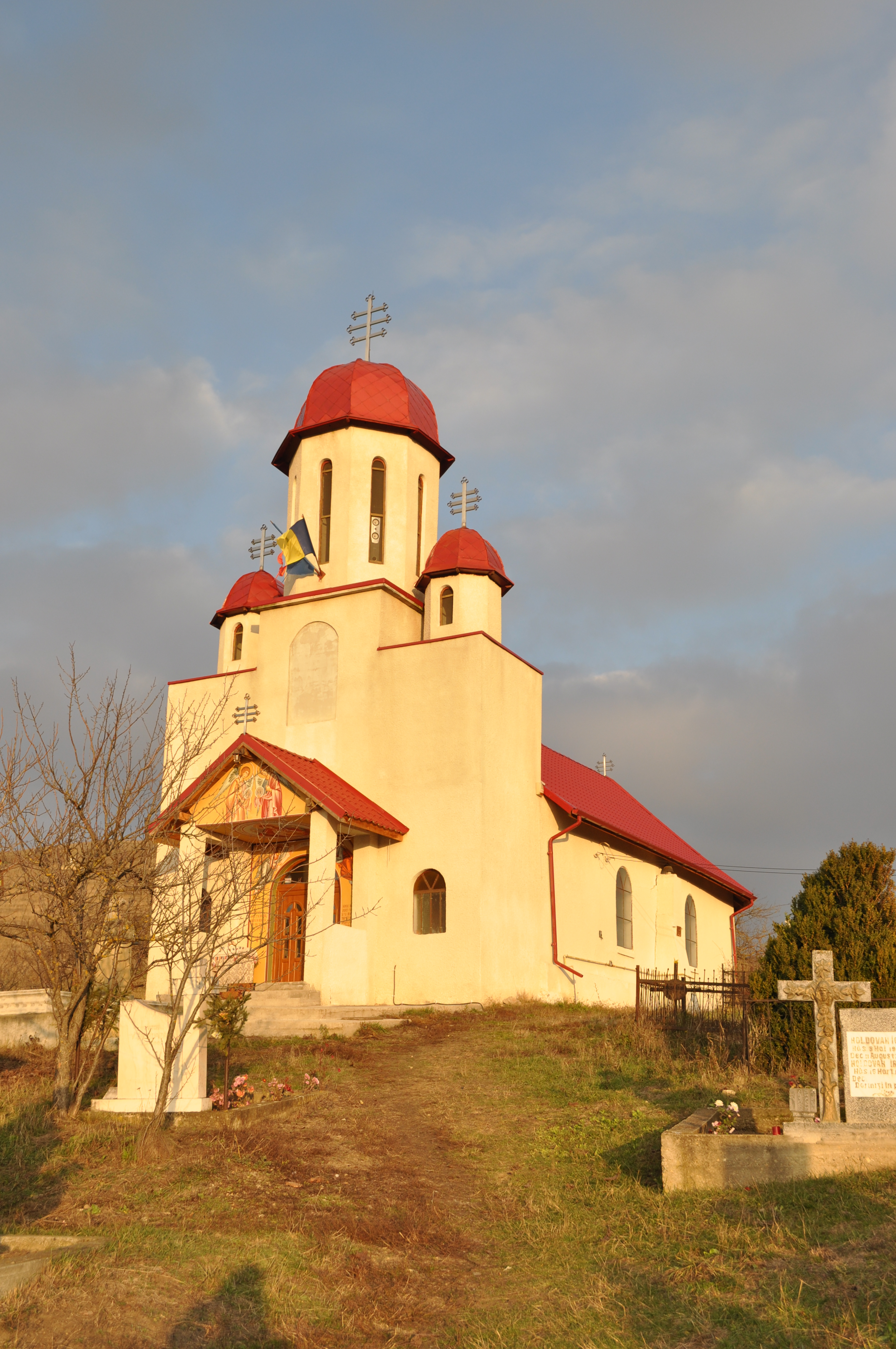
Biserica ortodoxă „Sfinții Arhangheli Mihail și Gavriil”
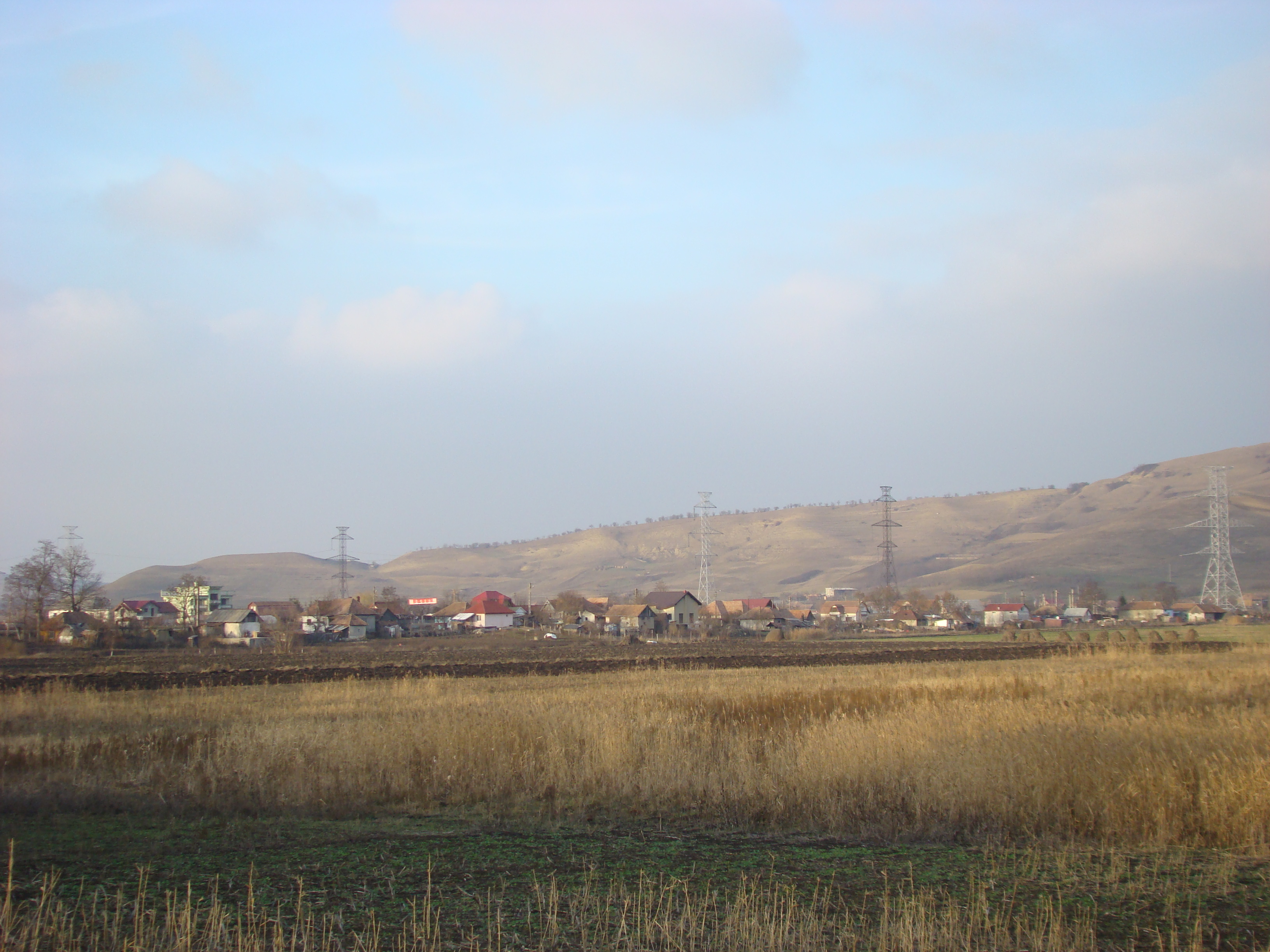